# Nikolay Kazakbayev
Nikolay Kazakbayev ist ein usbekischer Bahn- und Straßenradrennfahrer.
Nikolay Kazakbayev wurde 2005 Dritter bei der usbekischen Meisterschaft im Einzelzeitfahren. Im nächsten Jahr gewann er das Zeitfahren bei der nationalen Meisterschaft. Bei den Asienspielen 2006 in Doha wurde er auf der Bahn jeweils 13. in der Einerverfolgung und im Punktefahren. In der Saison 2007 wurde Kasakbajew usbekischer Vizemeister im Zeitfahren und er wurde Etappendritter bei der Tour of Milad du Nour.

## Erfolge
2006
- Usbekischer Meister – Einzelzeitfahren